# Apoteket Vita Björnen

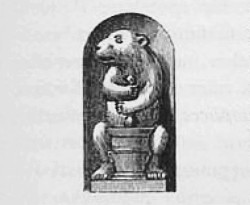
Hvita Björnens ursprungliga emblem.

Apoteket Vita Björnen (ursprungligen Hvita Björnen) är ett apotek som inrättades 1692 på dåvarande Ladugårdslandet (idag Östermalm) i Stockholm. Apotekslokalerna flyttades några gånger till olika adresser längs Nybrogatan. 1989 slogs apoteket samman med Apoteket Svanen och flyttade till Sturegallerian under namnet Vita Björn.

## Historik

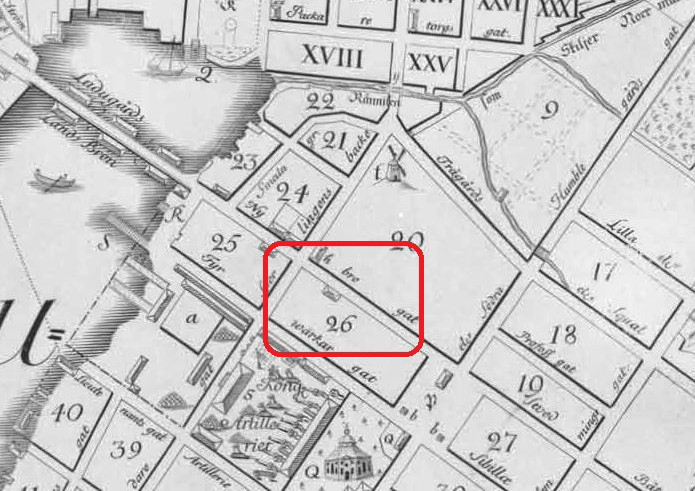
Apoteket Hvita Biörn i kvarteret Järnlodet på Tillaeus karta, 1733. Norr är till höger.

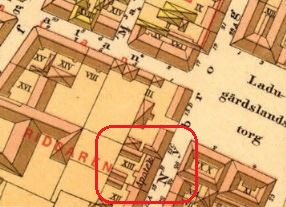
Apoteket Hvita Björnens läge, 1885.

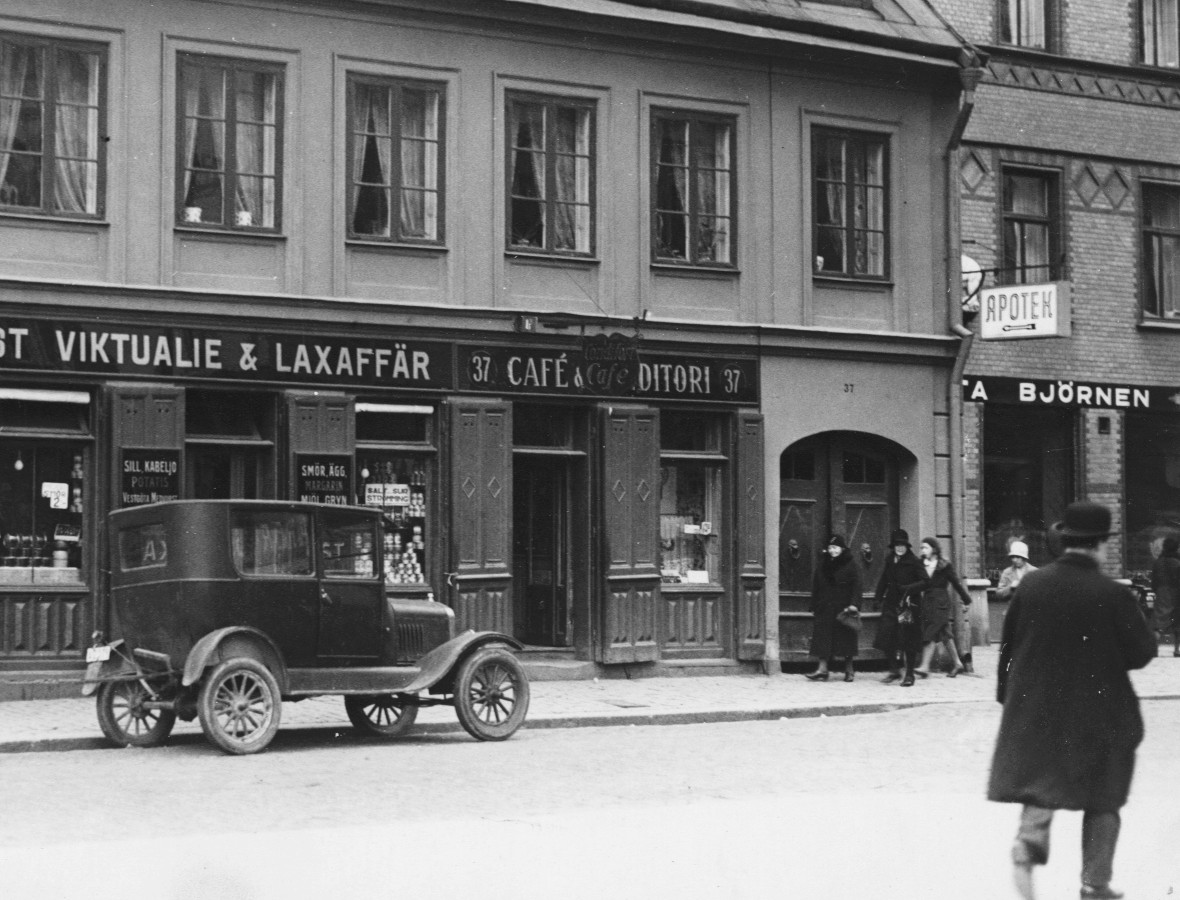
Nybrogatan 37 och 39 med Apoteket Hvita Björnen (längst till höger) 1931.

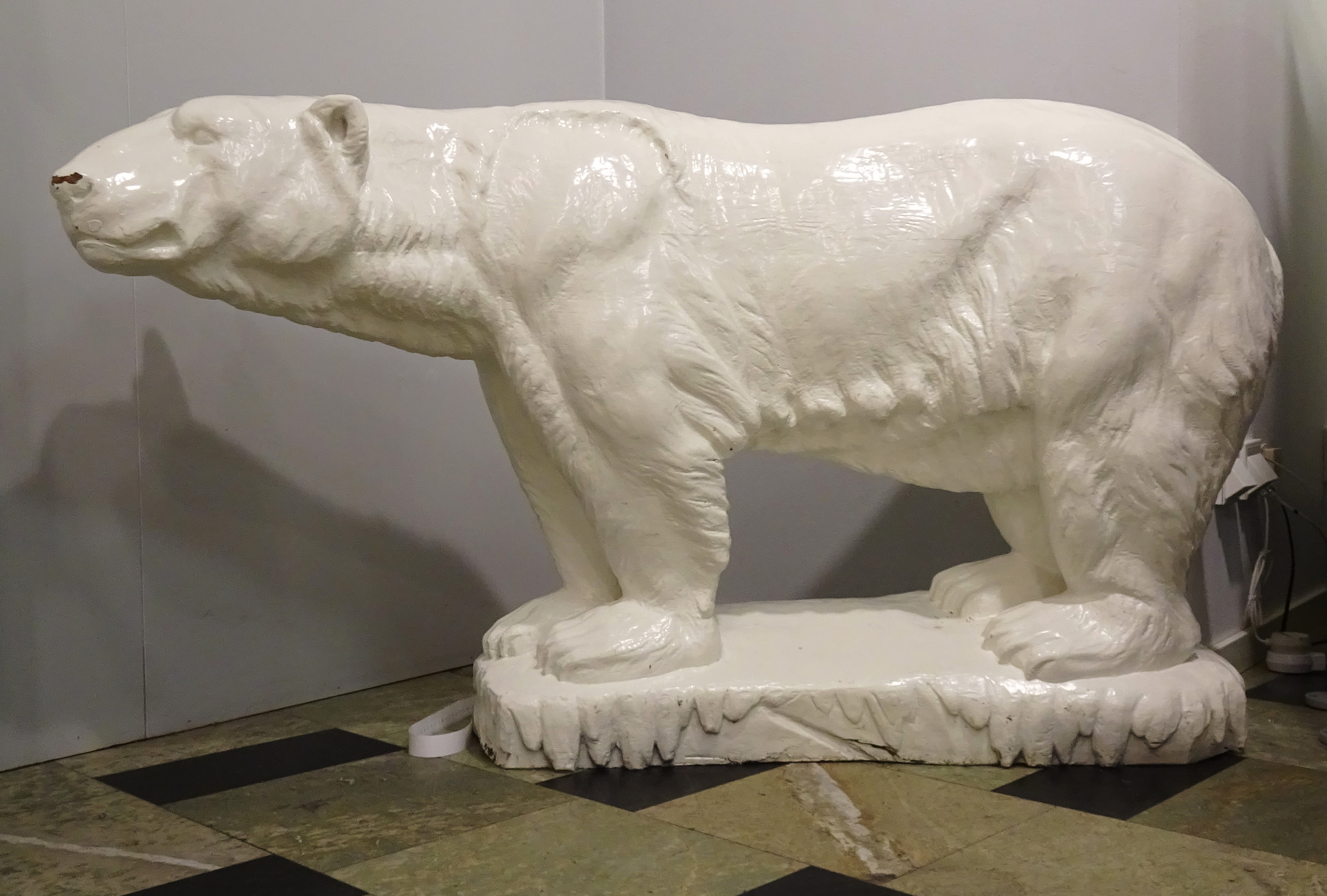
Apotekets isbjörn i Sturegallerian, 2016.

Ungefär samtidigt med Apoteket Enhörningen på Södermalm fick även Ladugårdslandet (Östermalm) sitt första apotek som kallades Hvita Björn. Den 4 oktober 1692 erhöll den tyskfödde apotekaren Johan Berendt (död 1723) av kung Karl XI privilegiet att få öppna ett nytt apotek i stadsdelen under förutsättning att han ”ej fick flytta detsamma in i staden”, alltså in till Stadsholmen. Staten ansåg det viktigt, att varje ny stadsdel hade sitt eget permanenta apotek. 
Berendt skulle, enligt privilegiet, ”från utrikeslager införskrifva alla medicinska saker och materier samt att saluhålla aromatiska krydderier och konfekturer”. Hvita Bjön inrättades i ett av Berendt ägd stenhus vid Nybron (som gick över Nybrovikens inre del), i hörnet av Nybrogatan och dåvarande Smala gränd, ungefär där Nybroplan ligger idag.
År 1701 ödelade en eldsvåda apotekshuset som flyttades till Nybrogatan 14 B. På Petrus Tillaeus karta från 1733 är apoteket inritat på kvarteret Järnlodet. Efter Berendts död överlämnades apoteket till hans mångårige medarbetare Samuel Malmén (1694-1760). Nästa ägare blev genom köp 1734 Hindrich Schultz-Lorentzon (1703-1773) som innan dess var anställd på Apoteket Engeln i Gamla stan. Han engagerade sig även i att låta iståndsätta brunnsinrättningen vid Djurgårdsbrunn och var den förste apotekaren i Stockholm som bedrev en större odling av medicinalväxter för sitt apoteks behov. Odlingen fördes vidare under sonen Henric som även drev apoteket efter faderns död. 
Det följde flera ägare innan Hvita Björnen 1873 flyttade till Nybrogatan 15 B (nuvarande 27), strax söder om Ladugårdslands torg (Östermalmstorg). Ungefär samtidigt blev Martin August Mårtensson Bäckman den nye ägaren. Han drev rörelsen fram till 1897 då Axel Vilhelm Södermark tog över. År 1907 flyttades Hvita Björn ytterligare en gång, nämligen till Nybrogatan 21 (nuvarande 39), där inredningen ritats av David Lundegårdh och Carl Kempendahl. 
Under 1910- och 1920-talen hette ägaren Karl Ahlberg. Han var assistent i kemi och fysik vid Farmaceutiska institutet från 1884 och lärare i teknisk farmaci samt farmaceutisk författningskunskap där från 1901. År 1942 genomfördes en ombyggnad av apoteket som då hade namnändrat till Vita Björnen.  År 1989 slogs Apoteket Svanen samman med Björnen, som återfinns under namnet Vita Björn i Sturegallerian och är där en filial av Apoteksbolaget. Apoteket Svanen återuppstod år 2006  vid Kungsgatan 15.
Apotekets emblem var från början en brunfärgat björn som sitter och rör i en mortel. Den fanns inmurat i en nisch över fönstret då apoteket låg på Nybrogatan 14 B. På ett fotografi från 1921 syns en vit björn både som skulptur på fasaden och som flaggskylt i hushörnet intill. Dagens emblem föreställer en på alla fyra ben stående isbjörn och är vit.

## Pestapotek
I samband med pestepidemin som drabbade Stockholm och Sverige en sista gång 1710–1713 hörde Hvita Björnen, tillsammans med apoteken Enhörningen, Lejonet och Korpen till stadens så kallade pestapotek. Dessa stod för försäljning av medicin till pestsjuka. Ett kostbart pestläkemedel kallades "det gyllene ägget", som bara välbärgade patienter hade råd att skaffa. Det bestod av ett hönsägg vars gula rördes ihop med en mängd olika örter, knådades med sirap till ett ägg som förgylldes. Någon läkande effekt fanns inte. Omkring 20 000 Stockholmare omkom mellan 1710 och 1713, vilket motsvarade ungefär 30 procent av stadens totala befolkning.